# Спомен чуда у Печерском манастиру
Спомен чуда у Печерском манастиру је православни празник. Два друга Јован и Сергије су се побратимили пред иконом Пресвете Богородице у том манастиру. Јован је био богат човек и имао петогодишњег сина Захарија. Разболео се Јован и пред смрт је дао свога сина на старање Сергијево, и остави Сергију на чување доста сребра и злата с тим, да он то уручи Захарији када овај одрасте. Али када је Захарија одрастао, Сергије је рекао да није ништа примио од умрлог Јована. Тада му је Захарије рекао да се закуне пред иконом Пресвете Богородице пред којом се збратимио, да ништа није примио од Јована, па му ништа неће ни тражити. Сергије је пристано. Хришћани верују да када се заклео и када је хтедо прићи да целива иконуније могао јер га је нека сила држала даље и није допуштала. Тада је одједанпут почео викати: "Свети оци, Антоније и Теодосије, не дајте да ме погуби овај немилостиви ангел!" хришћани такође верују да га је то демон напао по Божјем попуштању. После тога показао је сав новац који је Јован оставио. Примивши новац, Захарије га је дадо манастиру, а сам се ту постригао за монаха.
Српска православна црква слави овај празник 24. марта по црквеном, а 6. априла по грегоријанском календару.